# Bogdan Stefanov Dobranov
Bogdan Stefanov Dobranov (1. prosinca 1914. – 4. listopada 1983.), bio je bugarski biskup.
Bio je naslovni giufitanski biskup te sofijsko-plovdivski biskup.